# 先行投資
先行投資（せんこうとうし）とは経営学用語の一つ。これは企業が経営を行っていく上での投資で、行った場合の現在の直接的な価値はマイナスであるものの、このことから新たな展開が開け結果としてはプラスとしての効果が期待できるようなもののことを言う。これからの世界ではアジアの需要が伸びるとのことであり、アジアへの先行投資が積極的に行われている。政府にとっては教育というのは未来への先行投資であるとのこと。